# Gersberg (Leinburg)

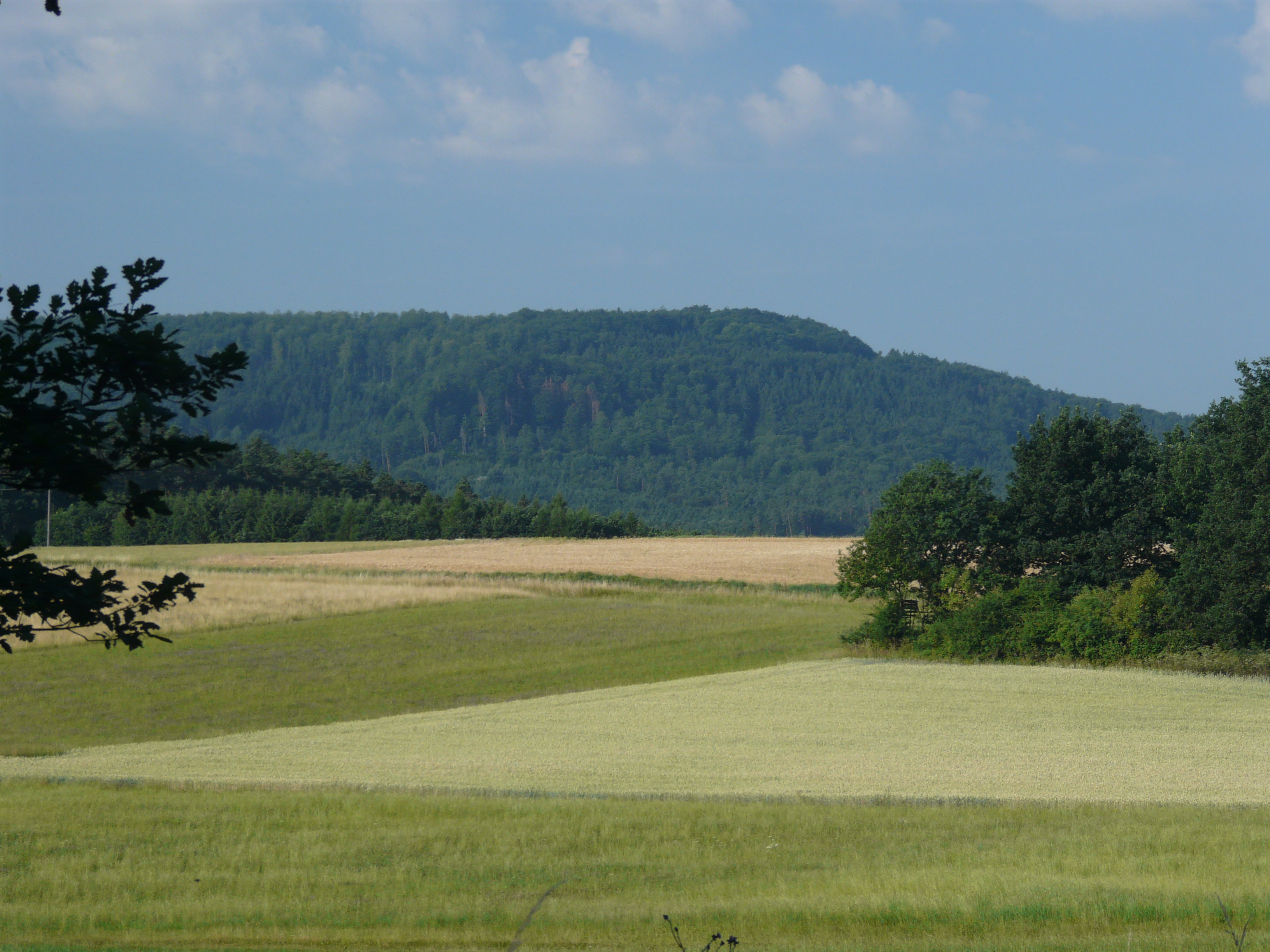
Der Nonnenberg

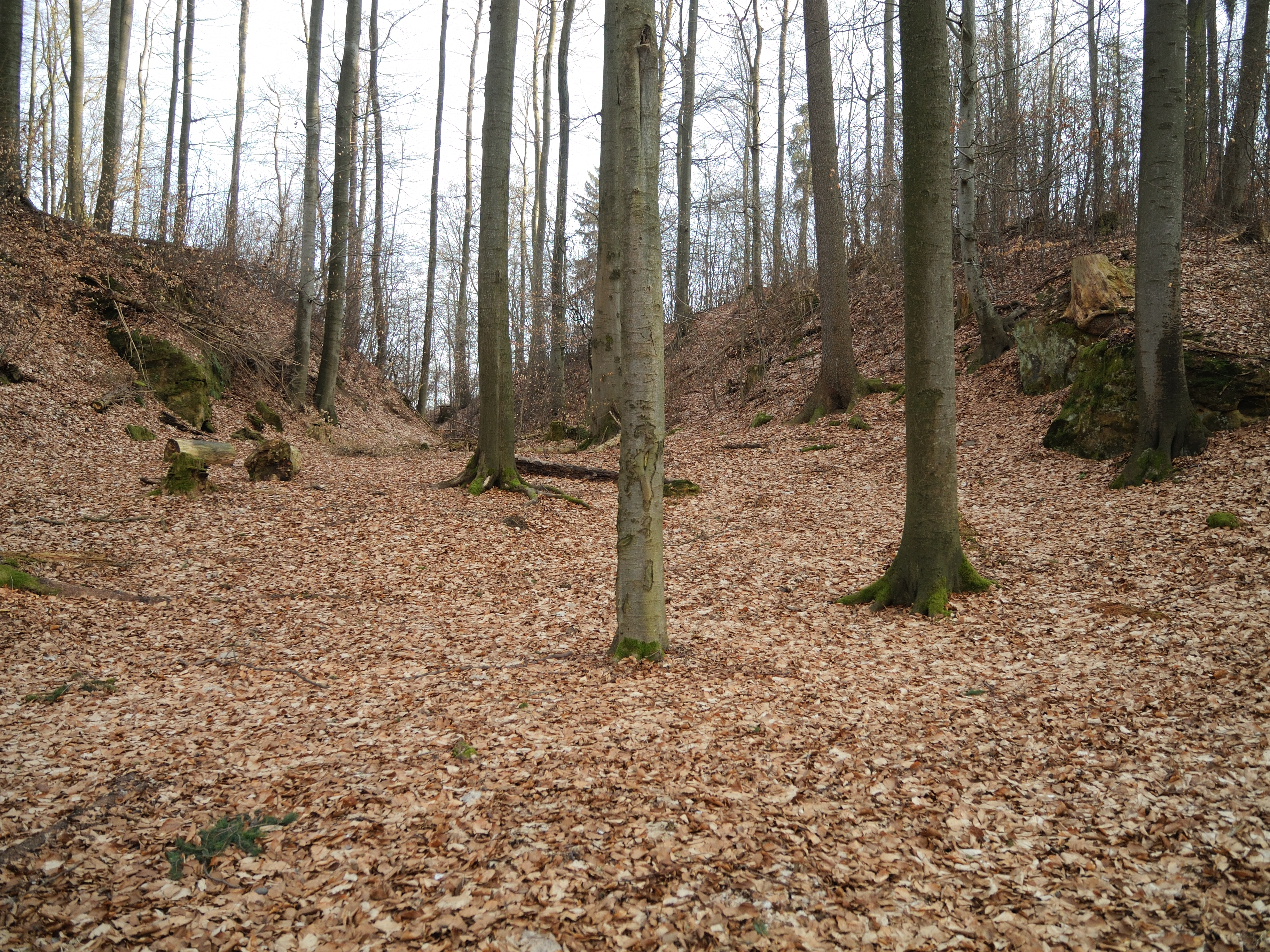
Blick in den äußeren Halsgraben des Burgstalls

Gersberg ist ein Gemeindeteil der Gemeinde Leinburg im Landkreis Nürnberger Land (Mittelfranken, Bayern). Gersberg liegt in der Gemarkung Gersdorf.

## Geografie
Das Dorf liegt  am nordwestlichen Fuß des Nonnenberges (579 m ü. NHN), inmitten von Wäldern und Wiesen. Die Staatsstraße 2404 führt nach Gersdorf (2 km südlich) bzw. nach Sendelbach (1,5 km nordöstlich). Die Kreisstraße LAU 7 führt nach Peuerling (1 km östlich).
Ein der Ortschaft nahegelegenes Wanderziel ist der Nonnenberg, auf dem sich im Mittelalter eine Burg befunden hatte. Von dieser liegen allerdings keinerlei schriftliche Überlieferungen vor. Die auf einem nördlichen Bergvorsprung gelegene und Geierstein genannte Stelle, an der sich deren Überreste befinden, wird als Burgstall Ödes Schloss bezeichnet.

## Geschichte
Die Bezeichnung Gersbergs leitet sich von dem Personennamen Gerung ab, bei dem es sich wohl um den Gründer des Ortes handelte. Die erste urkundliche Erwähnung der Ortschaft fand im Jahr 1072 statt. Dies geschah im Rahmen von drei Reisen, die Bischof Gundekar II. von Eichstätt von 1057 bis 1075 in der Gegend unternommen hatte und bei denen er Weihehandlungen an mehreren Sakralbauten vorgenommen hatte, darunter auch in Gersberg.
Mit dem Gemeindeedikt (frühes 19. Jahrhundert) wurde Gersberg dem Steuerdistrikt Engelthal und der Ruralgemeinde Gersdorf zugewiesen. Im Zuge der Gebietsreform in Bayern wurde Gersberg am 1. Mai 1978 nach Leinburg eingemeindet.

## Baudenkmäler
In Gersberg befinden sich vier Baudenkmäler, nämlich drei ehemalige Wohnstallhäuser und eine kleine Scheune.